# فلات هولم
فلات هولم (بالويلزية: Ynys Echni) جزيرة ويلزية تقع في قناة بريستول، على بُعد حوالي 6 كيلومترات (4 أميال) من لافرنوك بوينت في وادي غلامورغان. وهي تقع في أقصى جنوب ويلز.
للجزيرة تاريخ طويل من الاستيطان، يعود تاريخه على الأقل إلى العصر البرونزي. تشمل الاستخدامات الدينية للجزيرة زيارات تلاميذ القديس كادوك في القرنين الخامس والسادس الميلاديين، وفي عام 1835 كانت موقع تأسيس بعثة قناة برستل، والتي أصبحت فيما بعد بعثة البحارة. بُنيت مصحة لمرضى الكوليرا في عام 1896 كمصحة عزل لميناء كارديف. أرسل جولييلمو ماركوني أول إشارات لاسلكية عبر البحر المفتوح من فلات هولم إلى لافيرنوك. وبسبب حوادث غرق السفن المتكررة، تم بناء منارة على الجزيرة، والتي استبدلت بمنارة تابعة لـ "ترينيتي هاوس" في عام 1737. وبسبب موقعها الاستراتيجي على مداخل برستل وكارديف، تم بناء سلسلة من مواقع المدافع، المعروفة باسم بطارية فلات هولم، في ستينيات القرن التاسع عشر كجزء من خط دفاعي، يُعرف باسم حصون بالمرستون. وعند اندلاع الحرب العالمية الثانية، أعيد تسليح الجزيرة.
تشكل الجزيرة جزءًا من مدينة ومقاطعة كارديف وتدار حاليًا من قبل فريق مشروع فلات هولم التابع لمجلس مدينة كارديف، وقد صُنفت محمية طبيعية محلية وموقع ذي أهمية علمية خاصة ومنطقة حماية خاصة، وذلك بسبب الأراضي العشبية البحرية والنباتات النادرة مثل الخزامى البحري الصخري (Limonium binervosum) والكراث النبطي (Allium ampeloprasum). كما تضم الجزيرة مستعمرات تكاثر كبيرة للنورس الأغبس (Larus fuscus) والنورس الفضي (Larus argentatus) والنورس أسود الظهر الكبير (Larus marinus). وهي أيضًا موطن للدود البطيء (Anguis fragilis) الذي يتميز بعلامات زرقاء أكبر من المعتاد.